# Daniela Anschützová-Thomsová
Daniela Anschützová-Thomsová (* 20. listopadu 1974 Erfurt, Německo), rozená Anschützová, je bývalá německá rychlobruslařka, olympijská vítězka a několikanásobná medailistka z mistrovství světa.
Rychlobruslení se věnovala od roku 1984. V sezóně 1993/1994 se stala juniorskou mistryní Německa ve víceboji. Od roku 1994 začala působit i na mezinárodní scéně, závodila ve Světovém poháru, účastnila se mnoha mistrovství Evropy i světa a rovněž zimních olympijských her.
Na mistrovství Evropy byla dvakrát druhá (2005 a 2009) a jednou třetí (2010). Na mistrovství světa získala celkem pět medailí (z toho tři v týmových závodech – odtud i jedinou svoji zlatou). Na Zimních olympijských hrách 2006 v Turíně a 2010 ve Vancouveru byla součástí týmu, který vyhrál stíhací závod družstev. Rovněž ve Světovém poháru se umisťovala na předních příčkách.
Dne 17. července 2010 ohlásila vzhledem ke zhoršujícímu se zdraví konec profesionální rychlobruslařské kariéry.